# Rue Constantine
La rue Constantine est une voie du quartier des Terreaux dans le 1er arrondissement de Lyon, en France.

## Situation et accès
Elle débute sur le quai de la Pêcherie, la rue d'Oran se termine sur cette voie, elle est ensuite traversée par la rue Lanterne, et aboutit sur la place des Terreaux au niveau de la rue Paul-Chenavard. 
La circulation se fait dans le sens de la numérotation du quai à la rue Lanternepuis dans le sens inverse de la numérotation de la rue Lanterne à la place des Terreaux.
Les bus et les vélos peuvent circuler dans les deux sens car les lignes   C3 C14   ont une voie en site propre (arrêt Terreaux La Feuillée) qui sert aussi de bande cyclable. 

## Origine du nom
Le nom de la rue fait référence au siège de Constantine de 1837.

## Histoire
Dès 1539, le roi autorise la destruction d'une partie des remparts des Terreaux. La rue du Bessard est ouverte une fois le rempart détruit, elle était située entre le quai et la rue Lanterne, mais elle est étroite et toujours remplie de boues, et de nombreuses prostituées y exercent leur métier. Entre la rue Lanterne et la place des Terreaux se trouvait la rue de la Cage, ainsi nommée car une cage était sculptée sur une des maisons,.
En 1840, après l'ouverture de l'abattoir de Perrache, on démolit la boucherie des Terreaux. La rue du Bessard et la rue de la Boucherie-des-Terreaux sont alors élargies et redressées. Elles sont de plus reliées entre elles par une nouvelle voie. Par décision du conseil municipal du 27 juin 1844, la rue du Bessard prend le nom de rue Constantine, tandis que la rue la Boucherie-des-Terreaux est renommée rue d'Algérie et la nouvelle voie est baptisée rue d'Oran,. 
Sous le second Empire, dans le cadre des travaux du préfet Vaïsse, la rue de la Cage est élargie. La compagnie de la rue Impériale construit le passage des Terreaux. En 1855, la rue de la Cage est réunie à la rue Constantine.
La femme de lettres, Juliette Récamier (1777-1849) est née rue de la Cage.

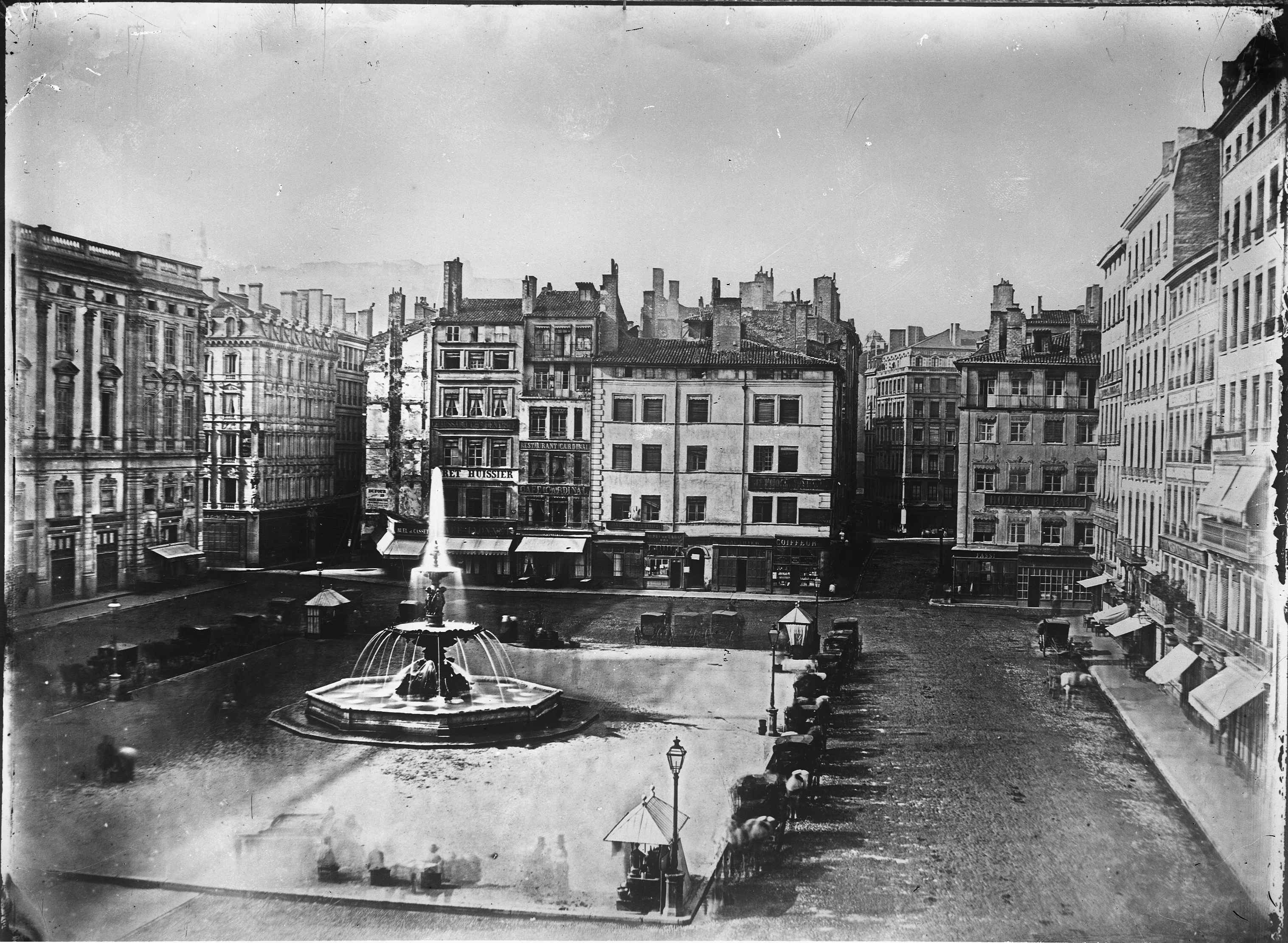
Le début de l'actuelle rue Constantine (rue de la Cage) avant les travaux du préfet Vaïsse.
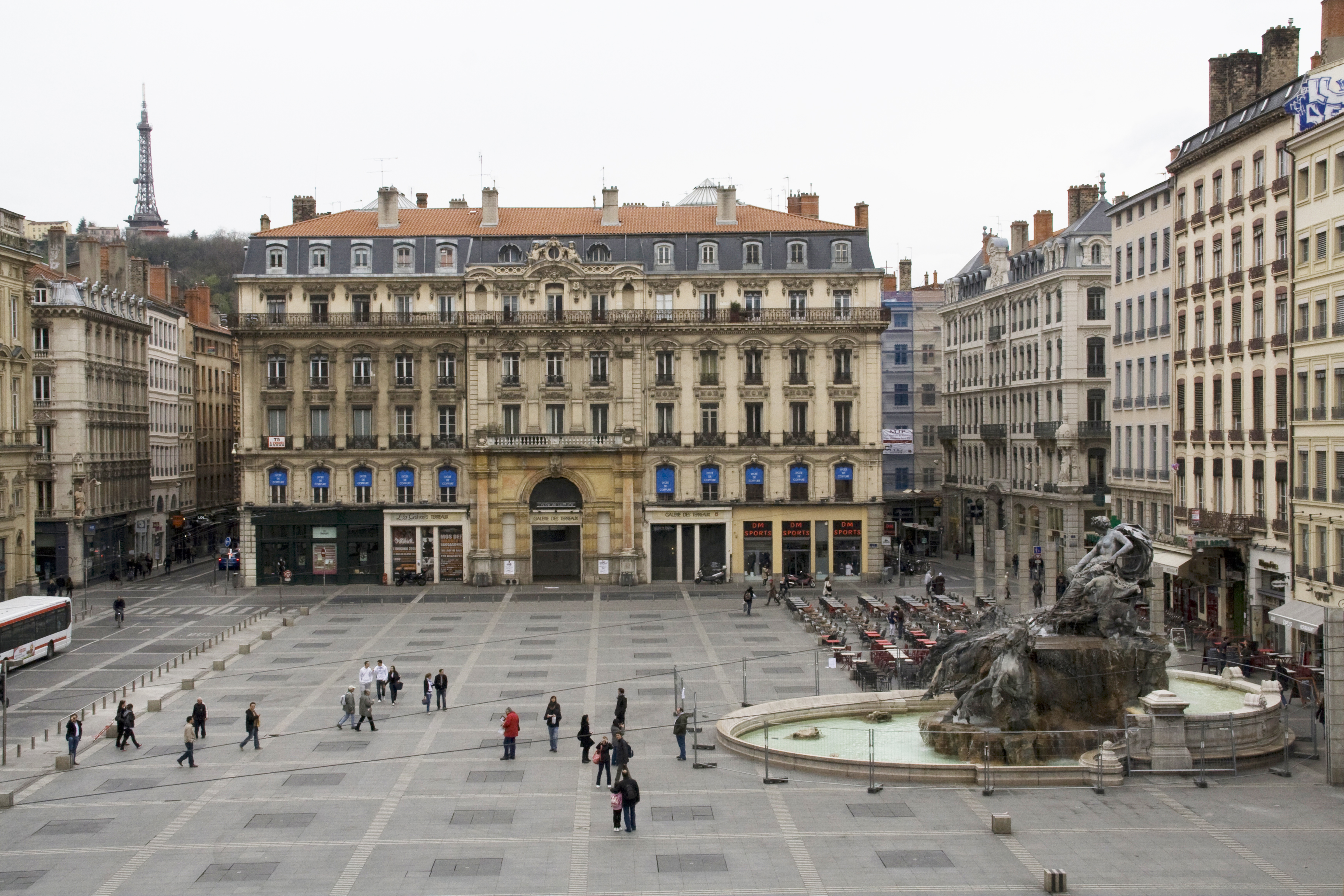
Le début de la rue Constantine dans les années 2010.